# 문호월
문호월(文湖月, 1908년 9월 7일 ~ 1952년 8월 31일)은 일제강점기에 주로 활동한 대중음악 작곡가이다.

## 생애
경기도 성남군 출생. 작곡가 손목인과는 육촌 간이다.
휘문고등보통학교를 졸업했다는 설과 일본에서 독학으로 음악을 공부했다는 설이 있으며, 1927년경부터 기타 연주자로 공식 활동을 시작했다. 작곡가로 데뷔한 것은 1933년에 오케레코드에서 김능인, 신불출의 가사에 곡을 붙이기 시작하면서부터이다.
1933년 윤백단의 〈장한가〉, 서상석의 〈귀향〉, 이난영의 〈고적〉 등을 발표한 데 이어, 1934년 초에 박부용이 노래한 〈노들강변〉이 크게 히트하면서 명성을 얻었다. 같은 해 사촌 동생인 손목인도 고복수 노래의 〈타향〉으로 단숨에 인기 작곡가가 되었다.
문호월은 3박자 대중가요와 트로트, 신민요에 고루 능하여 다양한 음악을 구사했으나, 신민요 히트작이 많아 초기 신민요의 대표적 작곡가로 꼽힌다. 1940년에 발표한 〈반달 뜨는 밤〉 이후 일제 강점기 말기에는 작품 활동이 드물어졌고, 사망 시기에도 여러 가지 설이 있다.
문호월의 고향인 성남에는 '신민요의 황제'로도 불리는 〈노들강변〉을 기념하는 노래비가 세워져 있다.

## 참고자료
- 강옥희,이영미,이순진,이승희 (2006년 12월 15일). 《식민지시대 대중예술인 사전》. 서울: 소도. 105~106쪽쪽. ISBN 9788990626264.